# Jean-Louis Cottigny
 (janvier 2024).
Si vous disposez d'ouvrages ou d'articles de référence ou si vous connaissez des sites web de qualité traitant du thème abordé ici, merci de compléter l'article en donnant les références utiles à sa vérifiabilité et en les liant à la section « Notes et références ».
Jean-Louis Cottigny, né le 12 septembre 1950 à Hesdin (Pas-de-Calais), est un homme politique français, député européen (1997-1999, 2004-2009 et 2012-2014), membre du Parti socialiste.

## Biographie
Venant du monde forain et ouvrier, c'est un autodidacte.
Ouvrier, puis assistant régional (1970-1989), il prend part au monde syndicaliste de manière active. Il devient secrétaire fédéral du PS du Pas-de-Calais, chargé des entreprises (1974-1990). Il est ensuite conseiller prud'homal à Arras avant de devenir le plus jeune président de France du conseil de prud'hommes du tribunal d'Arras.
En 1989, Jean-Louis Cottigny devient maire de Beaurains, près d'Arras, puis membre du Conseil national du PS dès 1990 et secrétaire national du PS, chargé des entreprises jusqu'en 1997. Parallèlement, il s'investit dans son rôle de conseiller général du Pas-de-Calais pour le canton d'Arras Sud. À la suite de la démission de Bernard Kouchner, il entre au Parlement européen et prend alors part aux politiques européennes en tant que député mais ne se représente pas aux élections suivantes, en 1999.
Il devient alors conseiller au secrétaire d'État au logement, chargé des aires d'accueil pour les gens du voyage, de 2001 à 2002.
En 2004, il décide de quitter sa fonction de maire de Beaurains pour s'engager pleinement dans la voie européenne et devenir député au Parlement européen dans la circonscription Nord-Ouest en France. Il est élu pour un mandat de cinq ans et travaille pour la commission emploi et affaires sociales en tant que vice-président de cette commission. Il n'est pas réélu lors des élections européennes de 2014.
Un temps à la Gauche socialiste (1999-2000), il est membre de la majorité nationale du PS.
Le 24 novembre 2017, il est élu président du Conseil d'Administration de Pas de Calais Habitat, bailleur social dont le siège est situé à Arras (62). Il est reconduit à ce poste le 13 septembre 2021

## Mandats politiques
- Secrétaire fédéral du PS du Pas-de-Calais, chargé des entreprises (1974-1990) ; secrétaire national du PS, chargé des entreprises (1990-1997)
- 1989 : maire de Beaurains, près d'Arras, fonction qu'il a abandonnée en juin 2004
- 1992 : conseiller général du Pas-de-Calais
- 1997 : il devient député européen à la suite de la démission de Bernard Kouchner ; il ne se représente pas aux élections suivantes en 1999
- 2002 : suppléant du député du Pas-de-Calais Jean-Pierre Defontaine
- 13 juin 2004 : il retrouve son siège de député européen
- 7 juin 2009 : la liste socialiste dans le Nord-Ouest n'obtient que deux sièges ; il n'est pas élu
- 17 juin 2012 : il retrouve son siège de député européen à la suite de l'élection d'Estelle Grelier à l'Assemblée nationale ; il n'est pas réélu en juin 2014